# نقاشی تاریخی

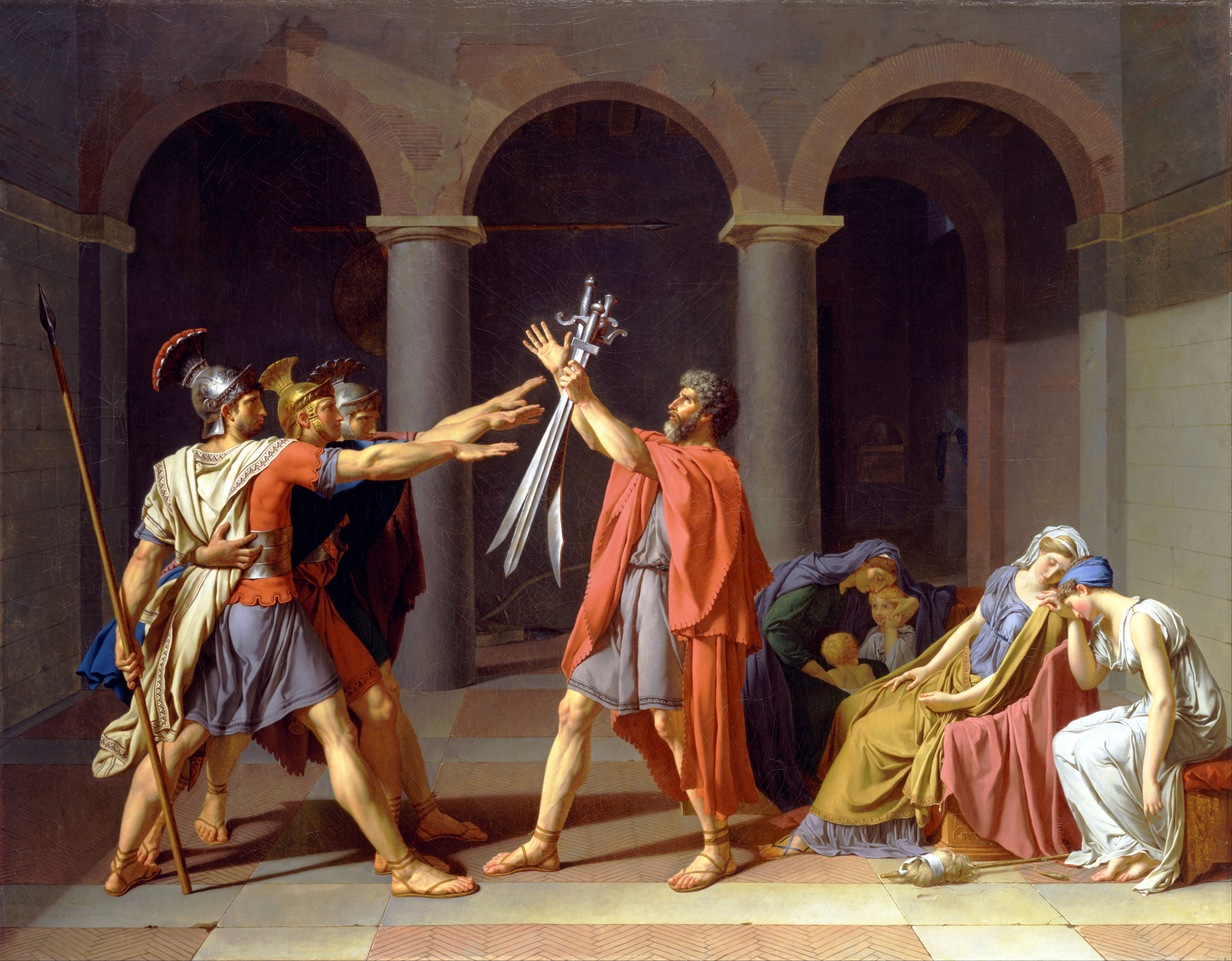
نمونهٔ نقاشی تاریخی، اثری از داوود، ۱۷۸۴. این اثر هم اکنون در موزهٔ هنری لوور در کشور فرانسه نگهداری می‌شود.

نقاشی تاریخی (انگلیسی: History painting) یک سبک در نقاشی است که به وسیله موضوع آن به جای سبک هنری تعریف می‌شود. در نقاشی‌های تاریخی معمولاً یک لحظه از یک داستان به جای یک سوژه خاص و ایستا، مانند یک پرتره نشان می‌شود. نام انگلیسی این ژانر از واژه historia در لاتین و ایتالیایی، به معنای «داستان» یا «روایت» مشتق شده‌است، و اساساً به معنای «نقاشی داستان» است. در انگلیسی مدرن، نقاشی تاریخی، گاهی برای توصیف نقاشی از صحنه‌های تاریخ به خصوص برای هنر قرن نوزدهم، به استثنای موضوعات مذهبی، اسطوره‌ای و تمثیلی استفاده می‌شود، و این موضوعات پیش از قرن نوزدهم رایج‌ترین موضوعات برای نقاشی‌های تاریخ بودند.